# هسبانيا

فتوح الروم في إسبانية

هِسْبَانْيَا أَو إِسْبَانْيَة أَو إِشْبَانْيَة (باللاتينية: Hispania)، (بالإغريقية: Ἱσπανία) هو إسمٌ لاتينيّْ في لسان الرومانيين، ويقصد به جزيرة إِبَارِيَة أو الأَنْدَلُسْ (البرتغال، وإسبانيا، وأندورا، وجبل طارق وجزء جنوبي صغير جداً من فرنسا).

## عَهْد الرُّومْ
فتح الروم إبارية في القرن الثالث قبل الميلاد وكانت بحوزتهم حتى طُرِدوا منها على يد الوندال في القرن الخامس ميلادي.
إسترد الإمبراطور أغسطس قيصر إبارية في القرن الأول ق.م وتلا ذلك فترةٌ كثر فيها الإضطرابات والثورات بالتزامن مع سعي الروم 'لترويم' الإباريين والذي غدى عسيراً على الروم فتأخر الإباريين في الإستروام عن باقي أقاليم الامبراطورية.
أعطى القيصر فسبازيان الجنسية الرومية للإباريين كافَّةْ سنة 74م.
وإسم إسبانية في اللسان القشتالي ماخوذٌ من الرومانيين.
أصبحت إسبانية ولاية عظيمة في الإمبراطورية الرومية، فهاجر إليها كثيرٌ من الروم للإستيطانها. وبنوا فيها مدنًا، كما عبَّدوا طُرُقًا مرصوفة إمتدت إلى كل نواحيها. كذلك حفروا القنوات الضخمة فكانت تحمل الماء من الأنهار إلى البر والفيافي. وقد كان عديدٌ من أباطرة الروم العظام ـ أمثال إدريانس وطرايانس ـ من هذا الإقليم. كذلك فإن أدباء مشهورين مثل مرشيال وسنيكا أصلهم من إسبانية.
أدخل الروم اللغة اللاتينية إلى هذه البلاد، ومن ثم ظهر اللسان الإسباني - القشتالي - من اللاتينية التي كانت لسان أهل ذلك الزمن. ومن ثم تنصرت الديار الإسبانية في العهد الرومي، وأصبحت النصرانية هي الدين العام للمقاطعة ـ وللإمبراطورية الرومية ـ في آخر القرن الرابع ميلادي. وفي الوقت نفسهِ إنقسمت الإمبراطورية إلى جزأين: الإمبراطورية الرومية الشرقية والإمبراطورية الرومية الغربية. وأصبحت أسبانيا جزءًا من الإمبراطورية الرومانية الغربية.

## الجرمان
ابتدأت الحملات الجرمانية في زعزعة أمن روما خاصة في ما يعرف اليوم بفرنسا قبل أن تمتد في القرن الخامس ميلادي إلى شبه الجزيرة الإيبيرية.فقد غزا الوندال والالان والسويف هيسبانيا أول الامر حيث استقر الوندال في وسط وجنوب إسبانيا في المنطقة التي كانت تعرف بباتيكا وكانوا هم أقوى هذه الشعوب بينما استقر الالان فيما يعرف حاليا بالبرتغال وهم من اصل قوقازي فارسي ليسوا بشقر الاشكال اما السويف فاستقروا في الشمال الغربي لإسبانيا بالمنطقة المسماة جيليقية حتى شمال البرتغال مؤسسين مملكة دامت إلى غاية 585م متخذين من براغا عاصمة لهم إلى ان جاء القوط الغربيون الذين قاموا بتصفية الوجود الوندالي من إسبانيا بطردهم إلى شمال أفريقيا أو ربما رحلوا بارادتهم خوفا من القوط وقضوا كذلك على الوجود الالاني وأخيرا السويف بالإطاحة بمملكتهم سنة 585م اما أشهر ملوك القوط في إسبانيا فيذكر منهم اتولف الذي قادهم إلى غاليا وايبيريا ويوريك أول ملك مستقل عن روما وريكاردو الثاني الذي اعتنق الكاثوليكية والملك وامبا ودون رودريغو (لذريق) اخر ملوك القوط في إسبانيا وتذكر إحدى المراجع التاريخية ان عهد ريكاردو الثاني كان هو عهد بداية تشكل الشعب الإسباني على ما هو عليه اليوم وذلك برفع القيود الاجتماعية عن بقية السكان الذين هم من اصول غير قوطية كلت وايبيريين ورومان عدا اليهود الذين ظلوا مضطهدين إلى غاية الفتح الإسلامي سنة 711 تاريخ سقوط مملكة القوط الغربيين بايبيريا.